# Нарта (село)
Нарта (алб. Nartë) — село в Албании, к северо-западу от города Влёра, на южном берегу лагуны Нарта залива Влёра Адриатического моря. Административно относится к округу (рети) Влёра области (карке) Влёра.
Нарта и соседнее село Звернеци населены греками. Греческое село называлось Арта (греч. Άρτα). В османский период получило турецкое название Нарта.
При раскопках у мыса Трепорти близ Звернеци обнаружено древнее поселение VII века до н. э. и стена IV века до н. э. Поселение процветало между IV и II веками до н. э. и было покинуто после II века до н. э. Возможно поселение утратило своё значение из-за перемещения устья реки Вьоса из лагуны Нарта на север. Археологическое место объявлено памятником культурного наследия в 1973 году.